# Интерцидона
Интерцидона (Intercidona) — одно из божеств, которым римлянами приписывалось влияние на судьбу человека (так называемые Индигеты), и в частности одно из трёх божеств (Интерцидона, Деверра, Пилумн), охранявших роженицу от испуга, причиняемого Сильваном.
Вокруг дома, где последняя лежала, ночью ходили трое людей и ударяли по порогам дверей различными орудиями, имевшими таинственную связь с упомянутыми божествами, с целью не пропустить в дом Сильвана.